# Сход с рельсов

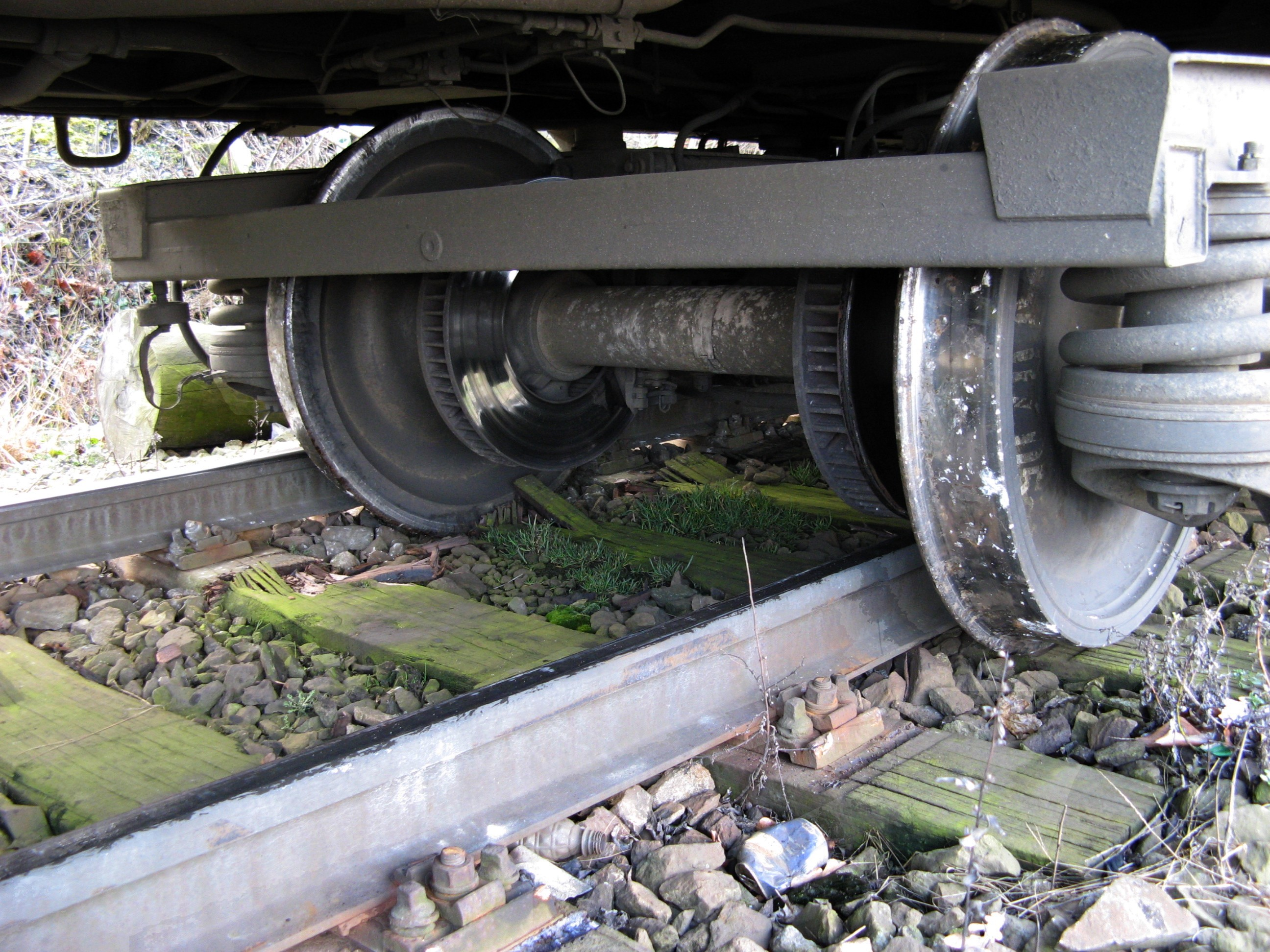
Сход с рельсов поезда EC 107 (Прага-Варшава) в Праге 17 февраля 2007. Крупным планом показана колёсная пара. Видны поврежденные колесами шпалы.

Сход с рельсов  —  транспортное происшествие на железнодорожном транспорте, при котором колёса подвижного состава покидают рельсы. Является случаем брака в работе. Также при сходе могут быть пострадавшие и жертвы.

## Причины
Колёсная пара удерживается на рельсах с помощью гребней колёс, упирающихся во внутренние грани головки рельса и препятствующих смещению колёс с поверхности катания рельсов. Сход может произойти при нарушении целостности колеса (разрушении колёсного диска, выкрашивании гребня колеса), непрерывности поверхности катания рельса (излом рельса, нарушение стыковых соединений), смещения рельса из нормального положения (раскантовка рельса, нарушения профиля пути), накатывания или выдавливания гребня колеса (дефект гребня, превышение скорости или динамических нагрузок, слишком малый радиус кривой). Сход также может быть вызван искусственно для предотвращения выхода несанкционированно движущегося подвижного состава на маршруты движения других поездов; для этого используются сбрасывающие стрелки (сбрасывающие остряки) или сбрасывающие башмаки. Столкновения подвижного состава также нередко приводят к сходу.
Постановка сошедшего подвижного состава на рельсы осуществляется либо с помощью подъёмных кранов восстановительных поездов, либо, в простых случаях, с помощью накаточных башмаков («лягушек»). При сходе весьма вероятны повреждения ходовой части подвижного состава, поэтому обязательно требуется её ревизия.
На некоторых промышленных железных дорогах (лесо- и торфовозных) качество укладки временных путей настолько низкое, что сходы возникают довольно часто и являются практически обычным делом; в этих случаях постановка на рельсы обычно осуществляется с помощью накаточных башмаков и лебёдок.